# Trichoptya orthosiana
Trichoptya orthosiana là một loài bướm đêm trong họ Noctuidae.